# Camion international de l'année
Le Camion international de l’année ou International Truck of the Year (ITOY) est une récompense annuelle décernée par le secteur du transport. Chaque année, un jury expert de journalistes provenant de 25 pays, élisent le camion international de l’année à partir des nouveaux véhicules mis sur le marché européen.

## Palmarès

### 2023
Le DAF XD est élu truck of the year 2023 à la suite de son grand frère le XF

### 2022
Le DAF XF est élu truck of the year 2022 !

### 2021
Le nouveau MAN TGX est élu camion international de l'année 2021.

### 2020
Le Mercedes-Benz new Actros est élu camion international de l'année 2020.

### 2019
Le Ford F-Max est élu camion international de l'année 2019.

### 2018
Le DAF CF/XF est élu camion international de l'année 2018.

### 2017
Le Scania série R/S est élu camion international de l'année 2017 avec 149 voix.

### 2016
L'Iveco Eurocargo est élu camion international de l'année 2016.

### 2015
Le Renault Trucks Range T est élu camion international de l’année 2015 avec 129 voix, 48 voix devant le DAF's CF heavy distribution range (81) et le Mercedes- Benz's New Atego medium-duty series (49 voix).

### 2014
Le 2013 Volvo FH16 est élu pour la 3e fois camion international de l’année en 2014 avec  116 voix, 11 voix devant le DAF's New XF (105). 3e place pour le Mercedes-Benz’s Arocs range of construction vehicles et 4e place pour le Scania's new Streamline et le MAN Euro 6 range fut 5e.

### 2013
L’Iveco Stralis Hi-Way est élu camion international de l’année 2013 avec 138 voix, 31 voix devant le Mercedes Benz Antos (107). En 3e position, le Ford Otosan’s New Cargo et le Mitsubishi Fuso Canter 4x4 fut 4e.

### 2012
Le Mercedes-Benz new Actros est élu pour la 4e fois camion international de l’année en 2012 avec 161 points. Le Tatra Phoenix est 2e avec 67 points et le Scania Euro 6 est 3e avec 50 points.

### 2011
Le Mercedes-Benz new Atego est élu camion international de l’année 2011 avec 127 points, gagnant devant le Volvo FM/Volvo FMX Series avec 82 points et le Scania longhaul V8  avec 45 points.

### 2010
Le Scania série R est élu camion international de l’année 2010 avec 114 points devant Volvo FH16 avec 60 points et les MAN TGL/TGM avec 46 points.

### 2009
Le Mercedes-Benz Actros III est élu, pour la 3e fois, camion international de l’année 2009.[réf. nécessaire]

### 2008
Les MAN TGX et MAN TGS sont élus camion international de l’année 2008.

### 2007
Le DAF XF105 est élu camion international de l’année 2007 avec 86 points. Le Renault Premium Route finit 2e avec  61 points et le Volvo FL 3e avec 31 points.

### 2006
Le MAN TGL Series est élu camion international de l’année 2006.

### 2005
Le Scania série R est élu camion international de l’année 2005.

### 2004
Le  Mercedes-Benz Actros II est élu camion international de l’année pour la deuxième fois en 2004.

### 2003
L’Iveco Stralis est élu camion international de l’année 2003.

### 2002
Le DAF LF a été élu camion international de l’année 2002 avec 87 points devant le Volvo FH12 qui a reçu 80 points et le Renault Magnum avec 29 points.

### 2001
Le MAN TGA est élu camion international de l’année 2001.

### 2000
Le Volvo FH12 est élu, pour la deuxième fois, le camion international de l’année en 2000.

### 1999
Le Mercedes-Benz Atego est élu camion international de l’année 1999.

### 1998
Le DAF 95XF est élu camion international de l’année 1998.

### 1997
Le Mercedes-Benz Actros I est élu camion international de l’année 1997.

### 1996
Le Scania 4-series est élu camion international de l’année 1996.

### 1995
Le MAN F2000 est élu camion international de l’année 1995.

### 1994
Le Volvo FH12 est élu camion international de l’année 1994.

### 1993
L'Iveco EuroTech est élu camion international de l’année 1993.

### 1992
L'Iveco EuroCargo est élu camion international de l’année 1992.

### 1991
Le Renault Magnum est élu camion international de l’année 1991.

### 1990
Le Mercedes Benz SK est élu camion international de l’année 1990.

### 1989
Le Scania 3-series est élu camion international de l’année 1989.

### 1988
Le DAF 95 est élu camion international de l’année 1988.

### 1987
Le MAN F90 est élu camion international de l’année 1987.

### 1986
Le Volvo FL est élu camion international de l’année 1986.

### 1985
Le Mercedes-Benz LN est élu camion international de l’année 1985.

### 1984
Le Volvo F10 est élu camion international de l’année 1984.

### 1983
Le Renault G260/290 est élu camion international de l’année 1983.

### 1982
Le Ford Cargo est élu camion international de l’année 1982.

### 1981
Le Leyland T45 est élu camion international de l’année 1981.

### 1980
Le MAN 321 est élu camion international de l’année 1980.

### 1979
Le Volvo F7 est élu camion international de l’année 1979.

### 1978
Le  MAN 280 est élu camion international de l’année 1978.

### 1977
Le Seddon Atkinson 200 est élu camion international de l’année 1977.